# Zoundwéogo
Zoundwéogo är en provins i Burkina Faso.   Den ligger i regionen Centre-Sud, i den centrala delen av landet, 100 km sydost om huvudstaden Ouagadougou. Antalet invånare är 213 112.
Följande samhällen finns i Zoundwéogo:
- Manga